# فهرست نام‌های بین‌المللی گیاهان
فهرست نام‌های بین‌المللی گیاهان (به انگلیسی: International Plant Names Index)،(به‌طور خلاصه:IPNI) خود را پایگاه داده‌ای توصیف می‌کند که نام‌های مربوط به پیدازادان، سرخس‌ها و پنجه‌گرگ‌تباران را با جزئیات آورده است. نام گیاهان شامل گونه و سرده آن‌ها می‌شود. این فهرست شامل جزئیات مربوط به کتابهای مهم و نام آن‌ها می‌شود و هدف آن کاهش نیاز به مراجعهٔ مکرر به منابع مهمی است که نام گیاهان را نوشته‌اند.